# New York Knicks
New York Knickerbockers, prescurtat și mai frecvent denumit New York Knicks, este un club de baschet din orașul New York, SUA care face parte din Divizia Atlantic a Conferinței de Est din NBA. Echipa a fost un membru fondator al Basketball Association of America în 1946 și s-a alăturat NBA după ce BAA a fuzionat cu National Basketball League.
Echipa își joacă meciurile de acasă la Madison Square Garden, o arenă pe care o împart cu New York Rangers din Liga Națională de Hochei (NHL). 